# Веном 2
«Ве́ном 2» (англ. Venom: Let There Be Carnage) — американский супергеройский фильм, основанный на комиксах издательства Marvel Comics о Веноме и Карнаже. Производством занималась Columbia Pictures в сотрудничестве с Marvel, а распространением — Sony Pictures Releasing. Продолжение фильма «Веном» (2018) и второй кинокомикс в медиафраншизе «Вселенная Человека-паука от Sony». Режиссёром выступил Энди Серкис, сценарий написала Келли Марсел на основе сюжета, созданного ею и Томом Харди, который исполнил роль Эдди Брока / Венома. Также в фильме сыграли Мишель Уильямс, Наоми Харрис, Рейд Скотт, Стивен Грэм и Вуди Харрельсон. По сюжету Эдди Брок пытается вернуться в журналистику, взяв интервью у серийного убийцы Клетуса Кэседи (Харрельсон), который становится носителем симбиота по имени Карнаж.
«Веном» должен был стать началом новой общей вселенной фильмов и планы относительно продолжения стали разрабатываться ещё во время производства первого. В конце «Венома» Вуди Харрельсон появился в роли Клетуса Кэседи, что должно было перерасти в полноценную роль злодея Карнажа в сиквеле. Официальная работа началась в январе 2019 года, когда Харди и Харрельсон подтвердили своё возвращение вместе с Марсел в качестве писателя. В августе того же года Серкис был принят на должность режиссёра. Основные съёмки проходили в Leavesden Studios в Англии с ноября 2019 года по февраль 2020 года, дополнительные съёмки прошли в Сан-Франциско в феврале. Название было объявлено в апреле 2020 года. По большей части фильм вдохновлён сюжетной аркой комикса «Максимальная резня» (1993) и событиями «Саги о Веноме» (1996), сюжетной арки мультсериала «Человек-паук» (1994).
Первый специальный показ фильма для фанатов состоялся в Лондоне 14 сентября 2021 года. В России премьера состоялась 30 сентября, в США — 1 октября. Изначально премьера была намечена на октябрь 2020 года, но её отложили в связи с пандемией COVID-19. Фильм собрал более $506 млн в мировом прокате, став 7-м самым кассовым проектом 2021 года и получил смешанные отзывы критиков, которые похвалили экшн-сцены, химию между Эдди Броком и Веномом и сцену после титров, а также актёрскую игру Харди и Харрельсона, но раскритиковали сюжет, а продолжительность, юмор и компьютерная графика вызвали разделение мнений. Многие критики сочли фильм улучшением по сравнению с первой частью. Продолжение, «Веном: Последний танец», вышло в кинотеатрах 25 октября 2024 года.

## Сюжет
В 1996 году в приюте для трудных подростков юный Клетус Кэседи беспомощно наблюдает, как его возлюбленную, Фрэнсис Бэррисон, обладающую способностью манипулировать звуком, забирают в Институт Рэйвенкрофт. При перевозке она использует звуковые сверхспособности и нападает на полицейского Патрика Маллигана. Он стреляет Фрэнсис в глаз, но получает травму уха. Маллиган считает, что убил Бэррисон, но девушку доставляют в защищённое от её сил учреждение.
Наши дни. Теперь уже детектив Патрик Маллиган связывается с Эдди Броком для создания репортажа о серийном убийце-психопате Клетусе Кэседи, который отказывается разговаривать со всеми, кроме Брока. После визита Веном, симбиот Эдди Брока, выясняет, где Кэседи прятал тела жертв, что даёт Броку карьерный рост, а Клетус получает отмену моратория. Дома Веном говорит Броку о жажде свободы, отдыха, стрессе и сильном голоде. Домашних куриц Сонни и Шер он есть не хочет, они «его подружки». Ему нужен фенилэтиламин, который есть в мозгах и шоколаде. Они идут за шоколадом в магазин Миссис Чен, но там его не оказалось. После птицефабрики и потасовки на улице Веном скользит по крыше здания, вдруг с Эдди связывается его бывшая девушка Энн Вейинг, которая при встрече сообщает ему о своей помолвке с доктором Дэном Льюисом, что расстраивает Венома.
Кэседи, признанный виновным в своих преступлениях и ранее приговорённый к смертной казни через введение яда, приглашает Брока на казнь в тюрьму Сан-Квентин. Там Кэседи провоцирует Венома напасть на него, и кусает Эдди за руку, проглатывая часть Венома с кровью. Вернувшись домой, Веном ссорится с Эдди, завязывается драка, после которой симбиот уходит от тела Эдди в тела других людей.
Казнь Кэседи проваливается, так как красный симбиот блокирует доступ инъекции к организму Клетуса. Кэседи, используя сверхчеловеческие способности, дарованные симбиотом, сбегает из тюрьмы, освобождая заключённых и убивая охранников, включая начальника тюрьмы. Симбиот представляется Карнажем и заключает с Клетусом сделку: Он помогает Кэседи вытащить Фрэнсис из Рейвенкрофта, а Кэседи помогает Карнажу убить Венома. Маллиган сообщает Эдди о сложившейся ситуации. Клетус освобождает Бэррисон из Рейвенкрофта и вместе они сжигают свой старый приют.
Маллиган с подозрением относится к Эдди из-за его общения с Кэседи перед появлением Карнажа, поэтому забирает Брока в полицейский участок. Брок отказывается давать показания и связывается с Энн в качестве своего адвоката. Эдди рассказывает Энн, что Веном отделился от него и что нуждается в симбиоте для битвы с Карнажем. Веном в Сан-Франциско перепрыгивает с тела на тело, но Энн находит его и убеждает простить Эдди. С помощью Венома она вытаскивает Брока из полицейского участка. Эдди и Веном примиряются и снова объединяются.
Кэседи берёт в заложники Маллигана, а Бэррисон захватывает Энн. Визг даёт Дэну информацию о местонахождении Энн, а тот передаёт всё Броку. Кэседи и Бэррисон планируют пожениться в соборе, куда добирается Веном и начинает битву с Карнажем. Бэррисон, по-видимому, убивает Маллигана, подвесив его на цепи. Веном пытается победить Карнажа, но в итоге Карнаж его жестоко одолевает, и решает убить Энн на вершине собора. Веном узнаёт, что Карнаж и Клетус не формируют единство носителя и симбиота, так как Карнаж нападает на Фрэнсис за пользование способностями. Веному удаётся вовремя спасти Энн и спровоцировать Бэррисон снова использовать свои силы: её звуковой взрыв заставляет обоих симбиотов отделиться от носителей, а падающий колокол собора падает на Фрэнсис. Веном спасает Брока, соединившись с ним до удара. Карнаж снова пытается соединиться с Клетусом, но Веном съедает симбиота. Кэседи говорит, что он только хотел быть другом Эдди, но Брок позволяет Веному обезглавить Кэседи.
Эдди, Веном, Энн и Дэн сбегают, а глаза всё ещё живого Маллигана вспыхивают голубым цветом. Эдди Брок и Веном решают отправиться в тропический отпуск, чтобы обдумать свои дальнейшие шаги.
В сцене после титров Веном рассказывает Броку о знаниях симбиотов о других вселенных, после чего Эдди и Веном переносятся ослепительным светом из своего гостиничного номера в незнакомую комнату, где они смотрят по телевидению репортаж Джея Джоны Джеймсона, который раскрывает, что Человек-паук — это Питер Паркер.

## Актёрский состав
- Том Харди — Эдди Брок / Веном:
Журналист-расследователь, который является носителем инопланетного симбиота Венома, наделяющего его сверхчеловеческими способностями. Режиссёр Энди Серкис описал отношения Брока и Венома как находящиеся на стадии «странной парочки», когда Веном заперт в теле Брока и хочет быть «Смертельным защитником» (англ. Lethal Protector), что отвлекает Брока от работы и налаживания своей жизни[8].
- Мишель Уильямс — Энн Вейинг: окружной прокурор и бывшая девушка Эдди, ненадолго ставшая носительницей Венома[9].
- Наоми Харрис — Фрэнсис Бэррисон / Визг:
Возлюбленная Клетуса, которая может манипулировать звуковой энергией с помощью своих криков[10][11]. Серкис описал её как сломанную девушку, жившую в изоляции и имеющую тёмную сторону. Олумиде Олорунфеми исполнила роль юной Фрэнсис[10][11].
- Рейд Скотт[англ.] — Дэн Льюис: врач и жених Энн[12].
- Стивен Грэм — Патрик Маллиган: детектив, надеющийся использовать связь между Эдди и Клетусом, чтобы найти останки жертв убийств последнего[11][13]. Шон Делейни исполнил роль молодого Маллигана[14].
- Вуди Харрельсон — Клетус Кэседи / Карнаж:
Серийный убийца-психопат, ставший носителем Карнажа, отпрыска Венома. Находясь в тюрьме, Кэседи отказывается общаться с кем-либо, кроме Брока, которого считает родственной душой. Клетус выглядит иначе по сравнению со сценой после титров фильма «Веном», что, по словам Серкиса, свидетельствует о том, что между фильмами прошло много времени. Причёска персонажа была изменена для сиквела, чтобы не отвлекать внимание зрителей; Харрельсону также не нравилась предыдущая причёска и он предпочёл более реалистичную[15]. Изначально Харрельсон не планировал озвучивать Карнажа и хотел, чтобы вместо него это сделал Серкис, но режиссёр убедил его найти правильный тон для персонажа; Харрельсон заявил, что в конечном итоге остался доволен тем, каким получился его голос Карнажа. Джек Бандейра исполнил роль юного Клетуса[16][17].

Кроме того, Пегги Лу вновь исполняет роль миссис Чен из первого фильма. Сиан Веббер исполнила роль Паццо, главного врача Рейвенкрофта, а Скрубиус Пип — роль Зигфрида, одного из пациентов Рейвенкрофта. Джей Кей Симмонс появляется в сцене после титров в роли Джея Джоны Джеймсона, вместе с видео-изображением Тома Холланда в роли Питера Паркера / Человека-паука из архивных кадров фильма «Человек-паук: Вдали от дома».

## Производство
В июле 2019 года студия Sony надеялась начать съёмки в ноябре того же года и встретилась с несколькими кандидатами на замену Рубена Флейшера, так как постановщик был погружён в работу над «Zомбилэндом: Контрольный выстрел». Рассматривались кандидатуры Энди Серкиса, Трэвиса Найта и Руперта Уайатта. Также Sony интересовалась пригласить Руперта Сандерса, но тот отказался.

### Съёмки
Производство кинокомикса началось 15 ноября 2019 года на киностудии Leavesden Studios в Англии. Рабочее название проекта — Fillmore (англ. Филлмор). В качестве оператора-постановщика был приглашён Роберт Ричардсон. Ранее Энди Серкис работал с ним над картиной «Дыши ради нас». В январе 2020 года съёмки проводились на территории Лондонского университета Южного берега. Производство в Англии было завершено 8 февраля, вскоре съёмочная команда переехала в Сан-Франциско. Натурные съёмки велись в течение нескольких недель в районах Тендерлойн, Норт-Бич, Ноб-Хилл и Потреро-Хилл. Пивоварня «Anchor» в Потреро-Хилле сыграла роль полицейского участка, 20 и 21 февраля сцены снимались в соборе Грейс в Ноб-Хилле. Также съёмки проходили во Дворце изящных искусств в районе Марина.

## Музыка
Марко Белтрами был назван композитором фильма в декабре 2020 года после того, как ранее он написал музыку для нескольких фильмов по мотивам Marvel, продюсированных Паскаль. В сентябре 2021 года стало известно, что Эминем вернётся и напишет новую песню для фильма под названием «Last One Standing» в сотрудничестве со Скайлар Грей, Polo G, и Mozzy.

## Маркетинг
После объявления официального названия фильма в апреле 2020 года Sony также выпустила короткий тизер с официальным логотипом фильма. Многие поклонники комиксов о Веноме раскритиковали название, некоторые задавались вопросом, почему не было использовано название сюжетной линии комиксов «Maximum Carnage». Сэм Барсанти из The A.V. Club также считает, что лучше бы подошло название «Maximum Carnage» или даже «Веном 2», и негативно сравнивает официальное название с такими фильмами, как «Бэтмен против Супермена: На заре справедливости» (2016), «Как трусливый Роберт Форд убил Джесси Джеймса» (2007) и «Легенды ночных стражей» (2010). Итан Андертон из /Film признал эти критические замечания, но считает, что это отличное название, учитывая, что первый фильм был «удивительно глупым». Винни Манкузо из Collider согласился, назвав его «идеальным названием для прекрасно глупой франшизы». Он сказал, что это говорит о том, что Sony «знает, какая собственность у неё в руках». Том Рейманн, также из Collider, описал тизер как Sony «гордо демонстрирует логотип нового фильма, как будто название не является совершенно безумным».
Первый трейлер фильма вышел 10 мая 2021 года. Второй трейлер фильма вышел 2 августа 2021 года.

## Прокат

### Кинотеатральный
Ранний показ «Венома 2» прошёл для фанатов в Лондоне 14 сентября 2021 года, в США состоялся релиз 1 октября 2021 года, а в России картина вышла 30 сентября 2021 года в формате IMAX. Первоначальная дата была намечена на 2 октября 2020 года, затем её перенесли на 25 июня 2021 года из-за пандемии коронавируса. Далее фильм был перенесён на 17 сентября 2021 года, а затем на неделю после этой даты. В августе 2021 на фоне всплеска нового штамма коронавируса «Дельта» в США, релиз фильма снова был отложен до его окончательной даты в октябре 2021 года.

### Релиз на носителях
В апреле 2021 года Sony подписала соглашение с Disney о предоставлении доступа к их устаревшему контенту, включая проекты «Вселенной Человека-паука от Sony», для стриминг-сервисов Disney+ и Hulu и показа на телевидении сети Disney. Доступ Disney к проектам Sony будет открыт после их дебюта на Netflix.

## Реакция

### Кассовые сборы
«Веном 2» собрал $213 550 366 в США и Канаде и $293 313 226 на других территориях, в общей сумме собрав $506 863 592 по всему миру. Это 7-й самый кассовый проект 2021 года.
В США и Канаде фильм вышел в одну неделю с картинами «Множественные святые Ньюарка» и «Семейка Аддамс: Горящий тур». В то время как Sony рассчитывала на дебютные цифры в $40 млн, аналитики индустрии прогнозировали $65 млн. В первый день проката картина собрала $37,3 млн, включая $11,6 млн на ночных показах в четверг, тем самым, обойдя первого «Венома» на $10 млн и став второй кассовой картиной по данному показателю с начала пандемии COVID-19 после «Чёрной вдовы». Благодаря заработанным в субботу $31,6 млн картина собрала в дебютный уикенд $90,1 млн, показав лучший дебют с начала пандемии («Чёрная вдова» собрала $80,4 млн).

### Отзывы критиков
На агрегаторе рецензий Rotten Tomatoes «рейтинг свежести» фильма составляет 58 % на основе 269 рецензий, средняя оценка — 5,5/10. Консенсус критиков гласит: «Сиквел, нацеленный на поклонников странной парочки, охотно вбирает в себя более глупую сторону франшизы». На Metacritic средневзвешенная оценка фильма составляет 48 из 100 на основе 45 критиков, что означает «смешанные или средние отзывы». Зрители, опрошенные CinemaScore, дали фильму среднюю оценку «B+» по шкале от A+ до F, как и первому фильму, в то время как зрители PostTrak дали фильму 76 % положительных оценок, а 65 % сказали, что определённо рекомендуют его.
Кристи Лемир из «RogerEbert.com», поставила фильму 3/4 звёзд и похвалила «энергичную физическую игру Харди». Кристен Пейдж-Кирби из The Washington Post высоко оценила фильм, прокомментировав: «Он быстрый, весёлый, и в нём скрыта по-настоящему милая история о дружбе и самопринятии». Тим Грирсон из Screen International сказал, что режиссура Серкиса «держит бурные события в относительно напряжённом состоянии, освобождая место для оперного действия и коварного эмоционального подтекста, который пробивается сквозь широкую комедию и комиксное величие». Джеймс Моттрам из South China Morning Post поставил фильму оценку 4/5 звёзд, написав, что фильм «упрощён, более сфокусирован и даже более интимный, чем его предшественник — в нём задействовано всего несколько персонажей и удивительно упрощённое повествование». Кларисса Лафри из The Independent также поставила фильму оценку 4/5 звёзд, описав его как «историю любви, написанную кровью, потом и слизью полусъеденных мозгов». Тим Роби из The Daily Telegraph поставил фильму оценку 3/5 звёзд, написав: «Веном 2 — освежающе безбашенный и выигрывает от того, что он на целых 45 минут короче своего предшественника». Джо Моргенштерн из The Wall Street Journal написал, что фильм «манипулирует своей аудиторией всеми щупальцами, которые он может развернуть, большинство из них весело смешны».
Ричард Ропер из Chicago Sun-Times был более критичен в своей рецензии на фильм, поставив ему оценку 2/4 звезды. Он описал фильм как «незначительно лучший, чем оригинал, с более твёрдой приверженностью к комедийному ракурсу и Томом Харди, явно получающим большое удовольствие», но добавил: «бензин в этой машине иссяк на полпути к зевку кульминации». Джон ДеФор из The Hollywood Reporter написал: «В фильме действительно развивается химия между пришельцем и человеком, в которого он вынужден вселиться, находясь в атмосфере Земли. Но отличительная черта этой дружеской связи часто заглушается гигантскими декорациями CG-безумия, которые выглядят точно так же, как в фильмах про хороших парней». Брайан Лоури из CNN описал фильм как «умопомрачительно утомительный сиквел, наполненный неинтересной комедией и CGI-боем монстров, который, кажется, тянется вечно». Дэвид Симс из The Atlantic описал впечатления от просмотра как «как будто вы идёте в ночной клуб и кто-то кричит вам в ухо сюжет под грохот басов». Кевин Махер из The Times поставил фильму оценку 1/5 звёзд, назвав его «отвратительным сиквелом».
Уильям Хьюз из The A.V. Club посчитал, что сцена после титров затмит весь остальной фильм, сказав: «Самое интересное в последнем супергеройском блокбастере от Sony произошло в течение примерно 2 минут… это связь с фильмами совершенно другой студии». Он продолжил, что два фильма о Веноме были «по крайней мере, по-настоящему интересными и странными… благодаря самоотверженному и странному исполнению Харди», но в конечном итоге считает, что сиквел станет «не более чем фильмом, в котором Венома втягивают в КВМ». Барри Херц из The Globe and Mail похвалил сцену после титров, но описал остальную часть фильма как «уродливую, дешёвую и тупую, но не хорошую тупость» и «выброшенное на ветер мусорное ничтожество».

### Награды
| Награда                                      | Дата церемонии | Категория                                                  | Получатель                                                                      | Результат | Прим.         |
| -------------------------------------------- | -------------- | ---------------------------------------------------------- | ------------------------------------------------------------------------------- | --------- | ------------- |
| Общество специалистов по визуальным эффектам | 8 марта 2022   | Выдающийся анимационный персонаж в фотореалистичном фильме | Ричард Сприггс, Рикардо Силва, Лукас Куэнка, Федерико Фрассинелли (для Карнажа) | Номинация | [ 63 ] [ 64 ] |

## Продолжение
В августе 2018 года Харди подтвердил, что подписал контракт на съёмки в третьем «Веноме». В сентябре 2021 года Харди заявил, что «глубоко заинтересован» в фильмах о Веноме, признав при этом, что будущие ленты могут включать элементы мультивселенной. Серкис также заявил, что Человек-паук в конечном итоге пересечётся с фильмами о Веноме, хотя считает, что сначала должны быть сняты другие фильмы. В декабре того же года Эми Паскаль заявила, что «Веном 3» на стадии планирования. В апреле 2022 года на CinemaCon Sony подтвердила, что продолжение находится в разработке.
Релиз в кинотеатрах третьего фильма, «Веном: Последний танец», состоялся 25 октября 2024 года.

### Комментарии
1. ↑  Оригинальное название — «Ве́ном: Да бу́дет Карна́ж» (англ. Venom: Let There Be Carnage), однако в российском прокате фильм вышел под названием «Веном 2».
2. ↑  Веном и Эдди были перенесены в Кинематографическую вселенную Marvel в результате заклинания Доктора Стрэнджа в фильме «Человек-паук: Нет пути домой» (2021).